# Lang Nunatak
Lang Nunatak är en nunatak i Antarktis. Den ligger i Västantarktis. Argentina, Chile och Storbritannien gör anspråk på området. Toppen på Lang Nunatak är 1 990 meter över havet.
Terrängen runt Lang Nunatak är lite kuperad. Trakten är obefolkad. Det finns inga samhällen i närheten.